# Adjuntas
Adjuntas é uma cidade pequena encravada nas montanhas em Porto Rico, localizada no meio-oeste central da ilha na cordilheira central (La Cordillera Central), ao norte de Yauco, Guayanilla e Peñuelas, sudeste do Utuado; leste de Lares e Yauco e oeste de Ponce. A cidade está espalhada por 16 bairros e Pueblo Adjuntas (o centro administrativo da cidade). Adjuntas está a cerca de duas horas de carro a oeste da capital, San Juan.
| Dados climatológicos para Adjuntas, Porto Rico (1981-2010) | Dados climatológicos para Adjuntas, Porto Rico (1981-2010) | Dados climatológicos para Adjuntas, Porto Rico (1981-2010) | Dados climatológicos para Adjuntas, Porto Rico (1981-2010) | Dados climatológicos para Adjuntas, Porto Rico (1981-2010) | Dados climatológicos para Adjuntas, Porto Rico (1981-2010) | Dados climatológicos para Adjuntas, Porto Rico (1981-2010) | Dados climatológicos para Adjuntas, Porto Rico (1981-2010) | Dados climatológicos para Adjuntas, Porto Rico (1981-2010) | Dados climatológicos para Adjuntas, Porto Rico (1981-2010) | Dados climatológicos para Adjuntas, Porto Rico (1981-2010) | Dados climatológicos para Adjuntas, Porto Rico (1981-2010) | Dados climatológicos para Adjuntas, Porto Rico (1981-2010) | Dados climatológicos para Adjuntas, Porto Rico (1981-2010) |
| Mês                                                        | Jan                                                        | Fev                                                        | Mar                                                        | Abr                                                        | Mai                                                        | Jun                                                        | Jul                                                        | Ago                                                        | Set                                                        | Out                                                        | Nov                                                        | Dez                                                        | Ano                                                        |
| ---------------------------------------------------------- | ---------------------------------------------------------- | ---------------------------------------------------------- | ---------------------------------------------------------- | ---------------------------------------------------------- | ---------------------------------------------------------- | ---------------------------------------------------------- | ---------------------------------------------------------- | ---------------------------------------------------------- | ---------------------------------------------------------- | ---------------------------------------------------------- | ---------------------------------------------------------- | ---------------------------------------------------------- | ---------------------------------------------------------- |
| Temperatura máxima recorde (°C)                            | 32                                                         | 33                                                         | 32                                                         | 34                                                         | 34                                                         | 33                                                         | 33                                                         | 33                                                         | 33                                                         | 33                                                         | 34                                                         | 31                                                         | 34                                                         |
| Temperatura máxima média (°C)                              | 26                                                         | 27                                                         | 27                                                         | 28                                                         | 28                                                         | 29                                                         | 29                                                         | 30                                                         | 29                                                         | 29                                                         | 28                                                         | 27                                                         | 28                                                         |
| Temperatura mínima média (°C)                              | 12                                                         | 12                                                         | 12                                                         | 14                                                         | 15                                                         | 16                                                         | 16                                                         | 16                                                         | 16                                                         | 15                                                         | 15                                                         | 13                                                         | 14                                                         |
| Temperatura mínima recorde (°C)                            | 6                                                          | 6                                                          | 4                                                          | 8                                                          | 9                                                          | 12                                                         | 12                                                         | 11                                                         | 9                                                          | 9                                                          | 8                                                          | 6                                                          | 4                                                          |
| Chuva (mm)                                                 | 63,5                                                       | 64,3                                                       | 95,5                                                       | 183,6                                                      | 242,1                                                      | 126,7                                                      | 151,9                                                      | 212,3                                                      | 317,5                                                      | 289,6                                                      | 169,9                                                      | 80,5                                                       | 2 001,8                                                    |
| Fonte: 2012-06-15                                          |                                                            |                                                            |                                                            |                                                            |                                                            |                                                            |                                                            |                                                            |                                                            |                                                            |                                                            |                                                            |                                                            |
| Fonte 2: 2012-06-15                                        |                                                            |                                                            |                                                            |                                                            |                                                            |                                                            |                                                            |                                                            |                                                            |                                                            |                                                            |                                                            |                                                            |